# 希比斯区
希比斯区是索馬利亞的一個區，位於該國東南方的巴納迪爾州，與卡蘭區、亚格希德区、邦代雷区與阿卜迪亚齐兹区相鄰。
希比斯区有許多著名的景點，包括索馬利亞國家安全局總部、沙烏地阿拉伯大使館、穆罕默德·西亞德·巴雷故居與環球酒店等。

## 外部鏈結
- Districts of Somalia（页面存档备份，存于）
- 希比斯区行政區域圖 （页面存档备份，存于）